# 昂布勒特斯
昂布勒特斯（法語：Ambleteuse，法語發音：[ɑ̃blətøz]）是法国上法蘭西大區加来海峡省的一个市镇，属于滨海布洛涅区。

## 地理
昂布勒特斯（50°48'34"N, 1°36'23"E）面积5.45 平方千米，位于法国上法蘭西大區加来海峡省，该省份为法国北部沿海省份，西北濒北海，南至索姆省，东临北部省。
与昂布勒特斯接壤的市镇（或旧市镇、城区）包括：欧德勒塞勒、马基斯、维姆勒、维米勒、巴赞冈。

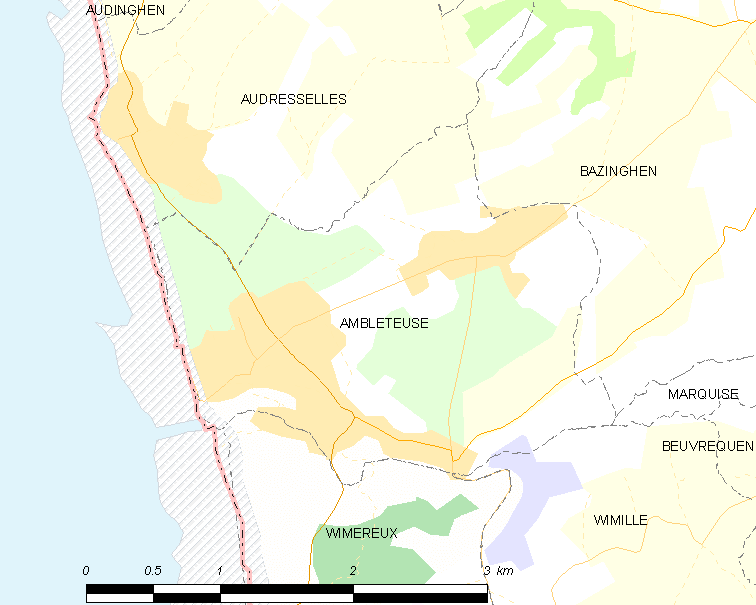
昂布勒特斯的OSM定位图

昂布勒特斯的时区为UTC+01:00、UTC+02:00（夏令时）。

## 行政
昂布勒特斯的邮政编码为62164，INSEE市镇编码为62025。

## 政治
昂布勒特斯所属的省级选区为代夫勒县。

## 人口

1962-2008年间昂布勒特斯人口变化图示

昂布勒特斯于2022年1月1日时的人口数量为2010人。